# François Massicotte
Pour les articles homonymes, voir Massicotte.
François Massicotte (né en 1969) est un humoriste, auteur et comédien québécois originaire de Trois-Rivières (Québec).

## Biographie
Né en 1969, François Massicotte est originaire de Trois-Rivières au Québec. 
Il étudie à l'École nationale de l'humour dont il sort diplômé en 1988, durant la première année d’existence de l'école,. 
Il fait sa première apparition au gala Juste pour rire en 1989. Il a joué dans quelques pubs des restaurants « Au Vieux Duluth » au début des années 1990[réf. souhaitée]. Il a fait les voix pour Visa ça va. Il était l'animateur de l'émission Testostérone sur TQS. 
en 2017 il en est à son 7e one-man show. Il a d'ailleurs fait la première partie de Céline Dion à ses débuts[réf. souhaitée]. Il a participé à de nombreuses éditions des festivals Grand Rire et Juste pour rire. Il était un des auteurs et le comédien principal de la série télévisée 450, chemin du Golf à TQS qui a été en ondes pendant presque huit ans.

## Carrière

### Spectacles
- 1992-1993 : Stand-up
- 1996-1998 : Une fois c't'un gars
- 1999-2000 : Mordant
- 2004-2007 : Massicotte craque
- 2009-2010 : Massicotte #5
- 2009 : Gala Juste pour rire - Guy Nantel
- 2013-2014 : Jugez-moi
- 2017-.... : Quelle famille !

### Filmographie
- 1992 : Coyote : Olympe
- 1997-1998 : Presse-Citron (jeu télévisé) : Animateur
- 2001-2004 : Testostérone : Animateur
- 2003-2009 : 450, chemin du Golf : François
- 2006 : Duo : Jules Simard
- 2011 : Le colis : Vendeur de voiture luxueuse